# Andy Diagram
 (février 2025).
La mise en forme du texte ne suit pas les recommandations de Wikipédia : il faut le « wikifier ».
Les points d'amélioration suivants sont les cas les plus fréquents. Le détail des points à revoir est peut-être précisé sur la page de discussion.
- Les titres sont pré-formatés par le logiciel. Ils ne sont ni en capitales, ni en gras.
- Le texte ne doit pas être écrit en capitales (les noms de famille non plus), ni en gras, ni en italique, ni en « petit »…
- Le gras n'est utilisé que pour surligner le titre de l'article dans l'introduction, une seule fois.
- L'italique est rarement utilisé : mots en langue étrangère, titres d'œuvres, noms de bateaux, etc.
- Les citations ne sont pas en italique mais en corps de texte normal. Elles sont entourées par des guillemets français : « et ».
- Les listes à puces sont à éviter, des paragraphes rédigés étant largement préférés. Les tableaux sont à réserver à la présentation de données structurées (résultats, etc.).
- Les appels de note de bas de page (petits chiffres en exposant, introduits par l'outil «  Source ») sont à placer entre la fin de phrase et le point final[comme ça].
- Les liens internes (vers d'autres articles de Wikipédia) sont à choisir avec parcimonie. Créez des liens vers des articles approfondissant le sujet. Les termes génériques sans rapport avec le sujet sont à éviter, ainsi que les répétitions de liens vers un même terme.
- Les liens externes sont à placer uniquement dans une section « Liens externes », à la fin de l'article. Ces liens sont à choisir avec parcimonie suivant les règles définies. Si un lien sert de source à l'article, son insertion dans le texte est à faire par les notes de bas de page.
- La présentation des références doit suivre les conventions bibliographiques. Il est recommandé d'utiliser les modèles {{Ouvrage}}, {{Chapitre}}, {{Article}}, {{Lien web}} et/ou {{Bibliographie}}. Le mode d'édition visuel peut mettre en forme automatiquement les références.
- Insérer une infobox (cadre d'informations à droite) n'est pas obligatoire pour parachever la mise en page.

Pour une aide détaillée, merci de consulter Aide:Wikification.
Si vous pensez que ces points ont été résolus, vous pouvez retirer ce bandeau et améliorer la mise en forme d'un autre article.
Andy Diagram, né à Londres en 1959, est un musicien britannique, chanteur, trompettiste et percussionniste.
Il a développé une utilisation originale de la trompette, en la retravaillant de manière électronique, à travers des chambres d'échos et des pitch shifters, pour créer des nappes de cuivres mais aussi des rythmes.
Il a été membre des groupes Post-punk The Diagram Brothers (en), Dislocation Dance (en), de groupes de rock indépendant reconnus comme James, The Pale Fountains, ou de groupes plus expérimentaux comme David Thomas and Two Pale Boys, The Honkies, The Spaceheads et a joué avec de nombreuses autres formations musicales.

## Avec The Diagram Brothers et Dislocation Dance

### The Diagram Brothers
De 1979 à 1982, The Diagram Brothers furent un groupe de post-punk de Manchester, formé notamment d'anciens membres du groupe "The Mysteronz", avec Andy Diagram (basse), Fraser Diagram (Fraser Reich, chant, guitare), Lawrence Diagram (Lawrence Fitzgerald, guitare), Jason Diagram (Jason Pitchers, basse) et Simon Diagram (Simon Pitchers, batterie), influencés par XTC, David Bowie, Gang of four, Captain Beefheart, le jazz-rock. Ils appelaient leur musique "Discordo" : "Toutes les parties de guitare étaient basées sur des notes discordantes, tous les rythmes étaient du rock basique ou du disco et toutes les paroles étaient directes et très ordinaires", selon Andy Diagram. D'où leur nom, vraisemblablement tiré du diagramme de Williot-Mohr. Ils ont enregistré un album et quatre simples ou maxis 45 tours, ainsi que trois Peel Sessions pour la BBC Radio One. L'album et les simples ont été réédités par LTM Publishing (Les Temps Modernes) en 2007, les Peel Sessions en 2011.

### Dislocation Dance
De 1978 à 1986, Dislocation Dance furent un groupe de post-punk de Manchester, formé pour les enregistrements de Ian Runacres (chant, guitare), Andy Diagram (trompette, chant), Paul Emmerson (basse) et Dick Harrison (batterie). Selon Diagram, ils jouaient "une sorte de jazzy-pop, influencé par la musique de films" et c'est avec ce groupe qu'il a "développé sa manière de jouer, utilisant la trompette comme un instrument solo, pas une partie d'une section de cuivres" et commencé à "utiliser de l'écho et des effets sur la trompette". En 1982, Diagram quitte le groupe pour rejoindre les Pale Fountains, le groupe se sépare en 1986. Diagram a néanmoins participé au maxi-45 t What's Going On en 1985, à une tournée de reformation au Japon en 2000, à l'album Cromer, sorti sur Vinyl Japan en 2005, mais pas aux concerts de 2007 et 2008 à Manchester.
Les albums ont été ré-édités en CD par LTM Publishing (Les Temps Modernes), en 2006.

## Avec James et The Pale Fountains

### James
James est un groupe de rock indépendant originaire de Manchester, formé en 1981, autour de leur chanteur Tim Booth. Andy Diagram raconte qu'avec Dislocation Dance ils ramenèrent dans leur camionnette James d'un concert d'Orange Juice à Sheffield en 1982, mais c'est en 1989 qu'il rejoint le groupe, pour le quitter à l'été 1992.
 En 1989, il habitait avec un type qui imprimait les t-shirts de James et se rendit aux enregistrements de l'album Gold Mother avec son ami le saxophoniste Vinnie Corrigan. Intéressé par le son de la trompette et les percussions de Diagram, James lui offrit de le rejoindre pour quelques dates de concert, puis de rejoindre le groupe.

Après son départ, avec les Spaceheads il fera la première partie de la tournée anglaise de James en décembre 1982; il jouera en tant qu'invité au concert du Manchester G-Mex show de décembre 1993, durant la tournée d'adieu de James fin 2000, durant une tournée de reformation en 2007 et 2008. Après la sortie des deux CD, The morning after et The Night before en 2010, il participe à la tournée américaine "The Morning After The Night Before".

### The Pale Fountains
The Pale Fountains est un groupe rock anglais de Liverpool, formé en 1980. Il était composé de Mick Head (chant, guitare), Chris McCaffery (basse), Thomas Whelan (batterie) et Andy Diagram (cuivres). Diagram les a rencontré alors qu'ils faisaient la première partie d'un concert de Dislocation Dance à Londres et ils se sont aperçus qu'ils aimaient la même musique ("Burt Bacharach et le groupe des années 1960 de la côte ouest, Love") et il les a rejoints en concert et à partir de leur premier 45 tours. Le groupe s'est séparé en 1986 ; il s'est reformé pour deux concerts à Liverpool et Londres en février 2008.

## Avec The Honkies, David Thomas And Two Pale Boys, Spaceheads

### The Honkies
The Honkies est un groupe anglais d'improvisation punk-jazz qui a sorti deux albums au début des années 1990. Il était composé de Andy Diagram (Basse, Trompette, chant), Kathy Hulme (violoncelle, saxophone alto, chant), John Edwards (du London Improvisers Orchestra, contrebasse, chant), Richard Harrison (de Dislocation Dance, Spaceheads, batterie, chant), Caroline Tiger Kraabel (du London Improvisers Orchestra, saxophone baryton et alto).

### David Thomas And Two Pale Boys
Formé au milieu des années 1990 autour du chanteur de Pere Ubu, David Thomas (chant, mélodéon), avec Andy Diagram (trompette), Keith Moliné (de Pere Ubu, Guitare), ils ont sorti trois albums d'art rock.
Avec d'autres musiciens (Chris Cutler, Peter Hammill, Jack Kidney, Daved Hild, Jackie Leven, Jane Bom-Bane, Linda Thompson, Robert Kidney), ils ont formé The Pale Orchestra conducted by David Thomas qui a donné le spectacle Mirror Man, le 3 avril 1998 au Queen Elizabeth Hall, spectacle repris en CD en 1999. 

Les Two Pale Boys, Andy Diagram & Keith Moliné, ont aussi accompagné Frank Black (ex-The Pixies) sur le double-CD Frank Black Francis en 2004. Le 4 juin 2011, au cinéma L'Univers de Lille, David Thomas & Two pale boys créent une bande-son pour le film "Carnival of souls", de Herk Harvey (1962).

### Spaceheads
Le groupe existe depuis 1989 et Diagram le décrit comme un "jazz-band avec des boucles électroniques", il joue "de la trompette passée à travers des machines d'écho, créant des nappes de sons et des boucles et [son] ami Richard (de Dislocation Dance) [Richard Harrison, batterie et percussion] joue de la batterie. Parfois c'est très dansant et mélodique, parfois bizarre et électronique",. Ils jouent aussi en trio avec Vincent Bertholet (contrebasse, de Hum of life, Pamela’s Parade, Orchestre Tout Puissant Marcel Duchamp), ainsi qu'avec le plasticien visuel et sonore Max Eastley (en) (cette formation s'est notamment produite en France le 28/07/2002, au festival MIMI sur les îles du Frioul, vers Marseille).

## Participations diverses
Diagram a beaucoup joué comme musicien de studio, notamment avec la scène de Manchester, avec des groupes comme A Certain Ratio (33 t, Good Together, A&M Records, AMA 9008, 1989) The Durutti Column, et tourné avec Nico, les dernières années avant sa mort.
 Il apparait notamment sur des disques de Blue Orchids (en) (maxi The Secret City, 1986; CD The Sleeper, 2003), d'Eric Random (33 t, Earthbound Ghost Need, 1982; Ishmael, 33 t, 1986), Howard Devoto (33 t, Jerky Versions Of The Dream, 1983; maxi Cold Imagination, 1983), Kalima (maxi Four Songs, 1985; Cd Flyaway, 1987), Yargo (maxi Get High Get There, 1986; 33 t Bodybeat, 1987), Smart Bombs (maxi We're Having A Hen Party Vol 1, 1994), Rothko (33 t Forty Years To Find A Voice, 2000), du duo finlandais Stilluppsteypa (CD Not A Laughing Matter, But Rather A Matter Of Laughs, 2000), de Tom Jenkinson (Squarepusher) & Friends (Cd-compilation Lo And Behold, 2002), de Lemon Jelly ( Cd-simple Space Walk, 2002; double 33 t Lost Horizons, 2002), Black Francis (double CD Frank Black Francis, 2004), Pere Ubu (CD Why I Hate Women, 2006), avec le collectif Strings Of Consciousness (en) (il joua avec le 27 juillet 06 au festival MIMI et sur les 33 t et CD Our Moon Is Full, 2007; 25 cm Kammerflimmer Kollektief / Strings Of Consciousness, 2007; CD Fantomastique Acoustica, 2008; double CD Philippe Petit & Friends, A Scent Of Garmambrosia, 2010; Philippe Petit & Friends, CD Silk-Screened, 2010 ), Jean-Jacques Perrey & Luke Vibert (double 33 t Present : Moog Acid, 2007). Il travaille avec "Bewildering Pictures", une entreprise de production-vidéo de Islington, Londres. 

Diagram a joué de 2001 à 2005 dans HAT, un spectacle "à propos de la laine et du tricot", conçu par le poète et présentateur sur BBC Radio 3 Ian McMillan.
Le groupe new-yorkais "Drums & Tuba" a appelé la première chanson de leur album de 2001 Vinyl Killer, "The Diagram" en hommage à Andy Diagram.

### Discographie

#### The Diagram Brothers
- Albums

- Some Marvels Of Modern Science, 33 tours, New Hormones, ORG17, 1981.

- Some Marvels Of Modern Science + Singles, CD, LTM Publishing (Les Temps Modernes), LTMCD 2480, 2007.

- The Peel Sessions, CD, LTM Publishing (Les Temps Modernes), LTMCD 2558, 2011 (Diffusion en mars 1980, février 1981 et juillet 1982).
- Simples et maxis

- We Are All Animals, 45 t, Construct Records, CON-1, 1980 

- Bricks / Postal Bargains, 45 t, New Hormones, ORG 9, 1981 
	
- Discordo 45, 25 cm, New Hormones, ORG 21, 1982 

- German E.P., 45 t, Outatune, Out 8207, 1982 

#### Dislocation Dance
- Albums

- Mud Hutters / Rire: To Laugh / Vision On / Dislocation Dance, Four Ways Out, 33 t, Defensive Records, pact 1, 1980 
	
- Slip That Disc!, 33 t, New Hormones, ORG 10, 1981 

- Music Music Music, 33 t, New Hormones, ORG 15, 1981; CD, Vinyl Japan, ASKCD 96, 1999 
		
- Midnight Shift, 33 t, Rough Trade, RTRANZ 006, Rough 63, 1983; CD, Vinyl Japan, ASKCD94, 1999 

- BBC Sessions, CD, Vinyl Japan, ASKCD 87, 1999 

- Midnight Shift + Singles, CD, LTM Publishing (Les Temps Modernes), LTMCD 2463, 2006 

- Music Music Music / Slip That Disc!, CD, LTM Publishing (Les Temps Modernes), LTMCD2461, 2006 
- Simples et maxis

- Perfectly In Control, 45 t, New Hormones, 1980 
	
- Rosemary, Ariola, 1982; New Hormones, 1982 

- You'll Never Never Know, 45 t, New Hormones, 1982 

- Violette, 45 t, Rough Trade, 1983, The Music Label, 1983 
	
- Show Me, 45 t, Rough Trade, 1983; Rough Trade /CBS Productions Pty. Limited, 1983; Maxi 45 t, Rough Trade, 1983 
 		
- What's Going On, Maxi 45 t, Slip Discs, 1985 

- You'll Never Never Know, Maxi 45 t, Vinyl Japan, 1999 

#### The Honkies
- Albums

- How Do We Prevent The Advance Of The Desert?, 33 t, HONK 121, 1990 
	
- Who Eats?, CD, Megaphone Records, Megaphone 015, 1993 

- Simples et maxis

- Dog Faced Hermans w/ Honkies, The / Jonestown, Peace Warriors, 45 t, Compulsiv Music, CPS-002, 1992

#### Spaceheads
- Albums

- Spaceheads, CD, Red Note, Red Note 3, 1995; Dark Beloved Cloud, DBC204, 1995; K7, C.O.D.E. Records, 1995
 
- Round The Outside - Live In The USA, CD, Dark Beloved Cloud, DBC208, 1996; These Records, THESE 13 CD, 1996
 
- Ho! Fat Wallet, CD, Dark Beloved Cloud, dbc212, 1998 
 	
- Angel Station, CD, Merge Records, MRG157, 1999; Pandemonium Records, PAN 032, 1999
	
- Insound Tour Support Series Vol. 6 (Live - 1999), CD, Insound, INS06, 1999; Evil twin books , 2000
			
- Spaceheads And Max Eastley, The Time Of The Ancient Astronaut, CD, BiP_HOp, BLEEP 04, 2001 
			
- Low Pressure, CD, BiP_HOp, BLEEP 14, 2002; Merge Records, MRG183CD, 2002 

- Motel Music Machine, CD, autoproduit, 2006 
					
- Spaceheads And Max Eastley, A Very Long Way From Anywhere Else, CD, BiP_HOp, Bleep 35, 2007

- Simples et maxis

- Pay Me My Money Down, Maxi 45 t, Big Biz Niz Records, ACE 01, 1990
		
- Spaceheads / Monochrome, Fast Faenza / Air, 45 t, Pop Art Records, Kontakt Series f:16, 2002

#### David Thomas And Two Pale Boys
- Albums

- Erewhon, CD, Cooking Vinyl, COOK CD 105, 1996; Tim/Kerr Records, TK96CD145, 1996

- The Pale Orchestra conducted by David Thomas, Mirror Man - Act 1: Jack & The General, CD, Cooking Vinyl, COOK CD 175, 1999; Thirsty Ear, Thi 57068.2, 1999

- Surf's Up!, CD, Glitterhouse Records, GRCD 519, 2001; Thirsty Ear, THI57096.2, 2001 
		
- 18 Monkeys On A Dead Man's Chest, CD, Glitterhouse Records, GRCD 596, 2004 

- A Map Only Tells Me What I Already Know, album en téléchargement digital, 1:02:44, Hearpen HR134, 2008 

- David Thomas and The Pale Orchestra, Mirror Man Act 2, album en téléchargement digital, 55:14, Hearpen HR142, 2009

- How's Things In Your Town, album en téléchargement digital, 1:06:3, Hearpen HR151, 2010 

- I Remember Mars, album en téléchargement digital, 1:31, Hearpen HR153, 2010 

### Autres
- Diagram & Moliné (Andy Diagram & Keith Moliné), Ley, CD, Entr'acte, E125, 2012